# Мазурин, Андрей Владимирович
Андре́й Влади́мирович Мазу́рин (6 октября 1923, Орехово-Зуево — 15 марта 2001, Москва) — советский, российский педиатр, доктор медицинских наук, профессор, член-корреспондент РАМН, Лауреат Государственной премии СССР, Заслуженный деятель науки, участник Великой Отечественной войны, преподаватель, педагог.

## Биография
Родился 6 октября 1923 года в г. Орехово-Зуево Московской губернии, в семье служащих. В июне 1941 года с отличием окончил среднюю школу № 1 в г. Орехово-Зуево.

### Великая Отечественная война
В июне 1941 года был призван в Красную Армию и направлен на учёбу в Военно-медицинскую академию им. С. М. Кирова в Ленинград. Служил в блокадном Ленинграде, награждён медалью «За оборону Ленинграда». В декабре 1941 года с академией был эвакуирован в Самарканд. В июне 1942 года, окончив 1-й курс, в связи с реорганизацией академии был переведён в Харьковское военно-медицинское училище, находившееся в Ашхабаде, которое окончил с отличием в июне 1943 года. Участвовал в боях в качестве старшего военного фельдшера 19-го гвардейского полка 8-й гвардейской дивизии им. генерала Панфилова, затем — командиром медико-санитарного взвода пехотного батальона 117-го стрелкового полка 325-й Двинской стрелковой дивизии. Награждён орденами Красной Звезды (1944) и Отечественной войны 2-й степени (1945), медалями «За отвагу» (1944), «За взятие Кёнигсберга» и «За победу над Германией в Великой Отечественной войне 1941—1945 гг.» (1945). Демобилизован весной 1946 года.

### 2-й Московский медицинский институт
В 1946 году поступил на 2-й курс педиатрического факультета 2-го Московского медицинского института, который с отличием окончил в 1949 году. Окончил аспирантуру по кафедре пропедевтики детских болезней института и работал на этой кафедре всю жизнь (ассистент, с 1959 года — доцент, с 1967 года — профессор). В 1967—1989 гг. — заведующий кафедрой пропедевтики детских болезней, с 1989 года — профессор кафедры, с 1999 года — почётный заведующий кафедрой.
В 1987 году избран член-корреспондентом АМН СССР.
С его участием созданы первое специализированное гастроэнтерологическое отделение, Московские гастроэнтерологический и эндоскопический центры, а также гематологический центр для детей с патологией гемостаза.
Был председателем Правлений Всесоюзного и Всероссийского обществ детских врачей, председателем Всероссийской Проблемной комиссии по детской гастроэнтерологии. Состоял в редколлегиях журналов «Вопросы охраны материнства и детства» (заместитель главного редактора), «Педиатрия», Медицинского научного и учебно-методического журнала.

### Вьетнам
В 1960—1961 гг. работал советником министра здравоохранения Вьетнама; наряду с лечебной работой преподавал в Ханойском медицинском институте. Опубликовал статьи по вопросам здравоохранения Вьетнама, написал учебник «Детские болезни» в двух томах для студентов медицинских институтов.
Правительством Вьетнама награждён орденом Труда Вьетнама и медалью Дружбы Вьетнама.

### Смерть
Скончался 15 марта 2001 года в Москве, на 78-м году жизни.

## Научная деятельность
Разрабатывал функциональные методы исследования печени у детей, цитостатическое и гормональное лечение острого лейкоза и геморрагических диатезов у детей. Изучал основные показатели свёртывающей и антисвёртывающей систем крови у детей при различных формах геморрагических диатезов, в частности тромбоцитопенической пурпуры. Является основоположником отечественной детской гастроэнтерологии и пионером в использовании эндоскопических методов диагностики различной хронической патологии органов желудочно-кишечного тракта у детей.
Автор 335 научных работ. Подготовил 20 докторов и 73 кандидатов медицинских наук.

### Избранные труды
- Заболевания желудка и двенадцатиперстной кишки у детей : (Метод. рекомендации) / М-во здравоохранения СССР, Четвёртое гл. упр. ; [Сост. А. В. Мазурин и др.]. — М.: Четвертое ГУ Минздрава СССР, 1981. — 36 с. — 300 экз.
- Мазурин А. В. К вопросу о значении определения протромбина крови в клинике эпидемического гепатита (болезни Боткина) у детей : Автореф. дис. ... канд. мед. наук. — М., 1953. — 16 с. — 100 экз.
- Мазурин А. В. Тромбоцитопеническая пурпура (болезнь Верльгофа) у детей. — М.: Медицина, 1971. — 255 с. — 10 000 экз.
- Мазурин А. В. Тромбоцитопеническая пурпура (болезнь Верльгофа) у детей : Автореф. дис. … д-ра мед. наук. — М., 1967. — 33 с.
- Мазурин А. В. Учебное пособие по питанию здорового ребенка : [Для педиатр. фак. мед. ин-тов]. — М.: Медицина, 1980. — 208 с. — (Педиатрический факультет). — 75 000 экз.
- Мазурин А. В., Воронцов И. М. Пропедевтика детских болезней : [Учеб.] : Для студентов мед. ВУЗов. — 2-е изд., доп., расшир. и перераб. — СПб.: Фолиант, 1999. — 926 с. — (Учебная литература для студентов высших медицинских учебных заведений. Педиатр. фак.). — 3000 экз. — ISBN 5-86581-035-9. || . — 2-е изд., доп., расшир. и перераб. — СПб.: Фолиант, 2001. — 926 с. — 10 000 экз. — ISBN 5-93929-028-0. || Воронцов И. М., Мазурин А. В. Пропедевтика детских болезней : учебник для студентов учреждений высшего профессионального образования, обучающихся по дисциплине «Пропедевтика детских болезней» по специальностям 060103.65 «Педиатрия», 060101.65 «Лечебное дело» и 060104.65 «Медико-профилактическое дело». — Изд. 3-е, доп. и перераб. — СПб.: Фолиант, 2009. — 883 с. — 10 000 экз. — ISBN 978-5-93929-184-2.
- Мазурин А. В., Григорьев К. И. Метеопатология у детей. — М.: Медицина, 1990. — 144 с. — 30 000 экз. — ISBN 5-225-01175-0.
- Мазурин А. В., Запруднов А. М., Григорьев К. И. Общий уход за детьми : Учеб. пособие. — М.: Медицина, 1989. — 192 с. — (Учебная литература для студентов медицинских вузов. Педиатрический факультет). — 100 000 экз. — ISBN 5-225-01634-0. || Общий уход за детьми : Учеб. пособие для студентов педиатр. фак. мед. вузов. — 2-е изд., перераб. и доп. — М.: Медицина, 1994. — 223 с. — (Учебная литература для студентов медицинских вузов. Педиатрический факультет). — 20 000 экз. — ISBN 5-225-00917-4. || . — 3-е изд., перераб. и доп. — М.: Медицина, 1998. — 292 с. — 15 000 экз. — ISBN 5-225-04449-2.
- Мазурин А. В., Запруднов А. М., Учайкин В. Ф. и др. Болезни печени и желчевыводящих путей у детей : (Руководство для врачей) / Под ред. Н. И. Нисевич. — Л.: Медицина, 1981. — 382 с. — 15 000 экз.
- Мазурин А. В., Нгуен Фук Нги. Столбняк у детей. — М.: Медицина, 1964. — 187 с. — 7000 экз.
- Методические указания к проведению реабилитации детей с заболеваниями органов пищеварения / М-во здравоохранения СССР. Четвертое гл. упр. ; [Сост.: А. В. Мазурин, Б. И. Моисеев]. — М., 1981. — 16 с. — 100 экз.
- Нисевич Н. И., Мазурин А. В., Степанов Э. А. и др. Болезни органов пищеварения у детей : Руководство для врачей / Под ред. А. В. Мазурина. — М.: Медицина, 1984. — 655 с. — 40 000 экз.

## Награды
- Орден Красной Звезды (1944)
- Орден Отечественной войны 2-й степени (1945)
- Орден «Знак Почёта» (1987)
- Медаль «За отвагу» (1944)
- Медаль «За оборону Ленинграда»
- Медаль «За взятие Кенигсберга» (1945)
- Медаль «За победу над Германией в Великой Отечественной войне 1941—1945 гг.» (1945)
- Государственная премия СССР (1987) — за разработку и внедрение в практику эндоскопических методов исследования у детей
- почётный член Боливийского и Болгарского обществ детских врачей
- почётный заведующий кафедрой пропедевтики детских болезней РГМУ (1999).
- Орден Труда (Вьетнам) и медаль Дружбы (Вьетнам) (1960 или 1961 год)[1].

## Память
Указом мэра Москвы 1 июня 2021 года площадь, образованная пересечением 15-й и 16-й Парковой улиц и Большого Купавенского проезда в районе Восточное Измайлово, была названа «Площадь Мазурина».